# Fyrbandad flyghöna
Fyrbandad flyghöna (Pterocles quadricinctus) är en fågel i familjen flyghöns inom ordningen flyghönsfåglar.

## Utseende och läten
Fyrbandad flyghöna är en liten (25-28 cm) och kortstjärtad medlem av familjen. I fjäderdräkten är den lik tvåbandad flyghöna, men deras utbredningsområden överlappar inte. 
Hanen är likt indisk flyghöna, strimmig flyghöna och tvåbandad flyghöna svartvitbandad på främre delen av hjässan. Den har vidare ett beige- och svartfärgat bröstband och bandad buk. Ovansidan är, olikt strimmig flyghöna, obandad på hals och vingtäckare. 
Honan skiljer sig från andra flyghöns i dess område genom djupt beigebrun hals som kontrasterar med svartvit bandning på nedre delen av bröstet. I flykten syns hos båda könen ljusa undre vingtäckare. Lätet beskrivs i engelsk litteratur som ett visslande "wurr wulli" eller "pirrou-ee".

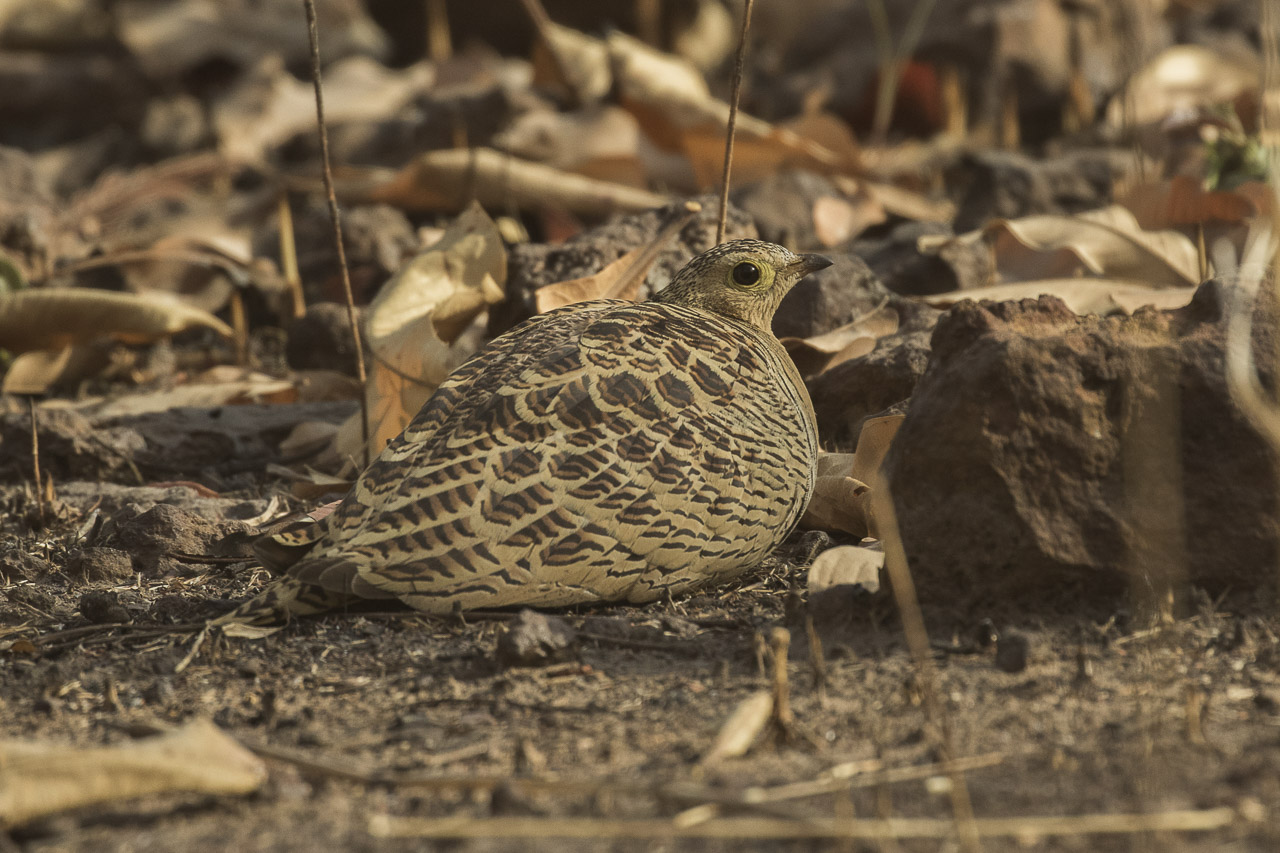
Hona fyrbandad flyghöna i Gambia.

## Utbredning och systematik
Fågeln förekommer i Afrika i ett band söder om Sahara, från Senegal och Gambia, södra Mali, södra Niger södra Tchad och södra Sudan österut till Eritrea och Etiopien och söderut till Ghana, Nigeria, Kamerun, norra Uganda och nordvästra Kenya. Tillfälligt har den påträffats i Sierra Leone. Den behandlas som monotypisk, det vill säga att den inte delas in i några underarter. Genetiska studier visar att arten bildar en grupp tillsammans med strimmig, indisk och tvåbandad flyghöna samt maskflyghönan.

### Släktestillhörighet
DNA-studier visar att arterna inom släktet Pterocles inte är varandras närmaste släktingar. Exempelvis är fyrbandad flyghöna närmare släkt med stäppflyghöna i släktet Syrrhaptes än med vitbukig flyghöna (Pterocles alchata). Dessa forskningsresultat har ännu inte lett till några taxonomiska förändringar.

## Levnadssätt
Fyrbandad flyghöna hittas på torr savann och i odlingsbygd. Den kan vara huvudsakligen nattlevande och besöker dricksplatser strax efter skymning. Information om dess föda saknas, men tros leva av frön likt andra flyghöns. Fågeln häckar under torrperioden mellan november och juni, i Senegal och Gambia huvudsakligen i mars och åtminstone februari–mars i Sudan och Etiopien. Boet är endast en uppskrapad grop i marken. Arten är stannfågel, nomadisk eller flyttfågel, där fåglar i Västafrika flyttar norrut under regnperioden.

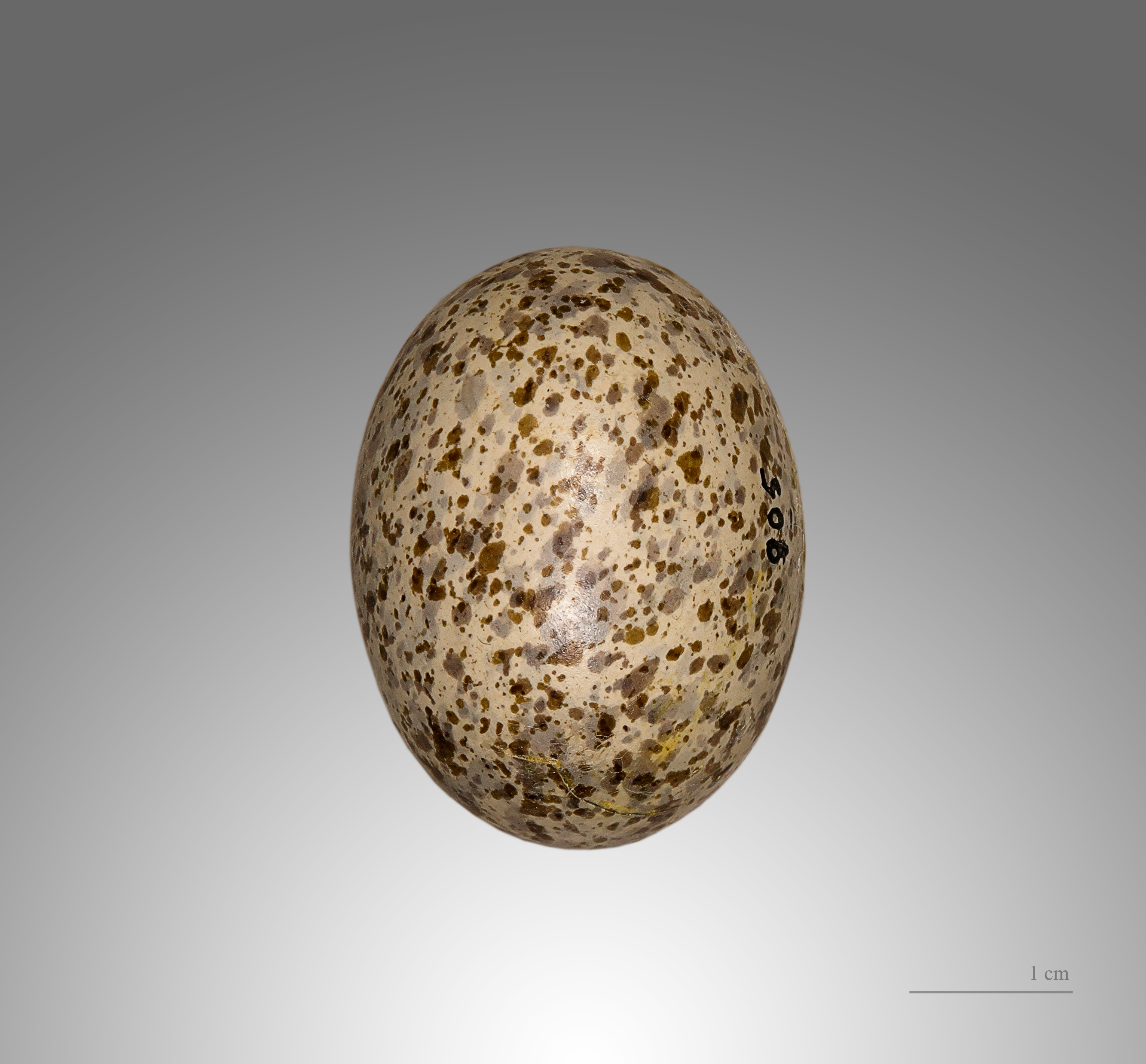
Den fyrbandade flyghönans ägg.

## Status och hot
Arten har ett stort utbredningsområde och en stor population med stabil utveckling och tros inte vara utsatt för något substantiellt hot. Utifrån dessa kriterier kategoriserar internationella naturvårdsunionen IUCN arten som livskraftig (LC). Världspopulationen har inte uppskattats men den beskrivs som den vanligaste flyghönan i Västafrika men ovanlig i Kenya.